# 花田春吉なんでもやります
『花田春吉なんでもやります』（はなだはるきちなんでもやります）は、1985年1月4日から同年3月29日までTBS系列で放送されていたTBS製作のテレビドラマである。全13話。放送時間は毎週金曜 20:00 - 20:54 （日本標準時）。
貧しいが心の温かい便利屋を営んでいる主人公と、彼を取り巻く人々とのふれあいを描いた、笑いと涙の作品。基本は1話完結だが、第5話と第6話は、「3年B組金八先生」絡みのストーリーとなっており前編後編のストーリーになっている。

## キャスト
花田春吉
演：武田鉄矢
35歳。食堂「お茶の間」の2階で何でも屋「花田サービス」を経営している。幼い頃に母親に家出され、炭鉱夫であった父親を亡くし、子供時代から散々な苦労を味わっている。無頼を気取っていた自分のせいで妻を亡くしたと責めており、息子の浩には負い目を感じている。純情な性格でしつけに厳しく、他人の子供のためにも努力を惜しまない。役を演じる武田本人と同様に高倉健のファンであり、居間に高倉のポスターを張っている。
花田浩
演：右田聡一郎
春吉の一人息子。小学校一年生。早くに母親を亡くし、申し訳ない気持ちを持っている春吉に対しても気丈に振舞うしっかり者。春吉が寝酒をする際には、ホステスの真似事でお酌をしてあげる。その一方で、おもちゃで遊ぶなど子供らしい一面もある。
サブ
演：石黒賢
花田サービスの従業員で、春吉を親分と慕う。現在名乗っている名前は偽名であり、本当は函館市にある病院の息子であるが、父親や兄に反発して家を飛び出してきた。あてもなく東京に出てきて困っていたところを春吉に助けられたことから、春吉には恩義を感じている。幼馴染の緑とは相思相愛の仲。
二条冬子
演：浅田美代子
スナック「スマイル」を経営している女性。元はOLであったが、なぜ会社を辞め、スナックを始めたのかは隠している。そんな彼女に春吉は惚れており、冬子も春吉を意識している。
緑
演：戸川純
サブの幼馴染。叔母の元で美容師の見習いとして働いていたが、サブを追いかけて上京する。春吉にはサブの妹と偽って住み込むが、サブと添い寝をしていたところを春吉に見られ、すべてが知られてしまう。一度はサブと一緒に北海道へ返されそうになったが、春吉に許しを得たことでその後はサブと同様に花田サービスの従業員かつ花田家の一員となった。
花田フミ
演：赤木春恵
和風のラブホテルの受付で働いている。偶然に清さんのタクシーで自分の身の上を話したことで、春吉の実母と同姓同名で、生い立ちまで酷似していることを勤め先まで訪ねてきた春吉に知らされたが、春吉の実母であることは否定した。しかしその後、「お茶の間」をたびたび訪れたり、浩を孫のようにかわいがっている。
恵子
演：原田ゆり子
「お茶の間」経営者夫婦の娘。中学生。友人と長電話をしていることが多く、母親に叱られている。
「お茶の間」のおとうちゃん
演：東八郎
食堂「お茶の間」の経営者。本名は不詳である。
「お茶の間」のおかあちゃん
演：大方斐紗子
食堂「お茶の間」のおかみさん。夫と同様に本名は不詳である。
藤沢先生
演：萩原流行
「お茶の間」の常連客で、中学校の理科教諭。春吉の相談に対して演説をするが、長くなるため一同に最後まで聞いてもらえたことは一度もない。隣に座っていることが多い由美に好意を抱くようになり、結婚する。なお、役を演じる萩原は前番組の『東中学3年5組』でも中学の教師を演じたが、本作の藤沢とは全く逆の恐ろしく冷酷な教師役であった。
清さん
演：石倉三郎
「お茶の間」の常連客で、タクシー運転手。靴を脱いで上がる際、足のにおいを嗅ぐくせがある。口数が多く、おしゃべりが過ぎて周囲に冷たい視線を受けることが多い。
神崎由美
演：高倉美貴
「お茶の間」の常連客で、デパートに勤めている。無口で、地方の出身であることから訛りを気にしていたが、話し方教室に通い始め、次第に周囲に打ち解けていくようになる。故郷で駅員として働く弟・常男がいるが、サイボーグに憧れるなど現実と空想の区別がつかない彼には困り果てている。藤沢とは、教え子に脅迫された彼を支えたことでお互いに想いを抱くようになり、結婚することとなった。
雪子先生
演：今井美樹
浩の担任教師。第2話では、かつての教え子だった実を助けてあげられなかったことを悔やんでいた。

### 第1話ゲスト
- 智の父：沼田爆

### 第2話ゲスト
- 良一：谷村隆之（後の加戸谷隆斗）

### 第5・6話ゲスト
- 吉野：菊池英博
- 吉野の母：北島京子

### 第7話ゲスト
- 児玉高広：星孝行
- 児玉みどり：甲斐みどり
- 高広の母：茅島成美
- 高広の父：頭師孝雄
- 松島先生：斎藤洋介

### 第8話ゲスト
- 松木洋平：和田浩
- 沢部監督：金子研三
- 町田：蟹江敬三

### 第9話ゲスト
- 竹盛数馬：庄川正信
- 数馬の母：猪俣光世
- 数馬の父：堀礼文
- 数馬の弟：藤田哲也
- 数学塾の先生：河上恭徳

### 第10話ゲスト
- 和田幸子：日向明子
- 和田純一：井坂憲史

### 第11話ゲスト
- 神崎常男：松田洋治
- 親分：八名信夫

### 第12話ゲスト
- 中村伸郎
- 戸川京子

### 第13話ゲスト
- ハルケンの母：星谷和美

## スタッフ
- 脚本：黒土三男、酒井あきよし
- 演出：生野慈朗、吉田秋生、柳井満、竹之下寛次
- プロデューサー：柳井満、竹之下寛次

## 主題歌
「如月の風の中で」
作詞・歌：武田鉄矢 / 作曲：千葉和臣 / 編曲：信田かずお

## 放送日程
| 話数 | 放送日 （1985年） | サブタイトル             | 演出       |
| ---- | ----------------- | ------------------------ | ---------- |
| 1    | 1月4日            | ペットも食べます！3000円 | 生野慈朗   |
| 2    | 1月11日           | 君のキモチ半分わかります | 生野慈朗   |
| 3    | 1月18日           | タイヘン！変態少年隊     | 吉田秋生   |
| 4    | 1月25日           | ぼくのおたんじょうび     | 生野慈朗   |
| 5    | 2月1日            | ある日突然金八先生・前編 | 柳井満     |
| 6    | 2月8日            | ある日突然金八先生・後編 | 柳井満     |
| 7    | 2月15日           | 離婚・高広くんちの場合   | 生野慈朗   |
| 8    | 2月22日           | 野球部スキャンダル       | 竹之下寛次 |
| 9    | 3月1日            | 大きくなったら何になる？ | 吉田秋生   |
| 10   | 3月8日            | スクープ・春吉再婚!?     | 竹之下寛次 |
| 11   | 3月15日           | おらあサイボーグになるダ | 吉田秋生   |
| 12   | 3月22日           | 不良少女K                | 生野慈朗   |
| 13   | 3月29日           | もう春なんだなぁ         | 生野慈朗   |

## 関連文献
- 黒土三男『花田春吉なんでもやります 上』日音、1985年3月1日。
- 黒土三男『花田春吉なんでもやります 下』日音、1985年3月28日。